# Xavier Dolan
Xavier Dolan oz. Xavier Dolan-Tadros, kanadski igralec, kostumograf, scenarist in režiser, * 20. marec 1989, Montréal, Québec, Kanada.

## Zgodnje življenje
Njegova mati je Geneviève Dolan, učiteljica, oče pa Manuel Tadros, kanadski igralec in pevec egipčanskega rodu. Dolan je že kot otrok igral v filmih, kot so J'en suis!, Le Marchand de sable in La Forteresse suspendue, in televizijskih serijah, kot je Omertà, la loi du silence.

## Kariera

### Režiser
Dolan je pritegnil mednarodno pozornost s svojim prvim celovečernim filmom Ubil sem svojo mamo (J'ai tué ma mère), v katerem je sam odigral glavno vlogo, ga zrežiral ter se podpisal pod scenarij. Film je doživel premiero leta 2009 na filmskem festivalu v Cannesu, kjer je bil deležen osem minut dolgih stoječih ovacij, Dolan pa je zmagal v kategoriji mladih režiserjev ter prejel nagradi Art Cinema Award in SACD Prize. Ubil sem svojo mamo je kasneje doživel premiero še v več kot dvajsetih državah.
Po Ubil sem svojo mamo je režiral svoj drugi celovečerni film Namišljene ljubezni (Les Amours imaginaires). Film prikazuje dva prijatelja, ki sta zaljubljena v istega skrivnostnega mladeniča, zaradi česar se njuno prijateljstvo znajde na preizkušnji. Film je doživel premiero v kategoriji Un Certain Regard na 63. festivalu v Cannesu maja 2010 in doživel stoječe ovacije. Junija istega leta je osvojil najvišjo nagrado na sydneyjskem filmskem festivalu.
Njegov tretji film V vsakem primeru Laurenc (Laurence Anyways) je bil izbran, da se poteguje za nagrado v kategoriji Un Certain Regard na mednarodnem filmskem festivalu v Cannesu leta 2012. Nagrado za najboljšo igralko na festivalu si je s svojo igro v tem filmu prislužila Suzanne Clément.
Maja 2012 je Dolan povedal, da bo njegov četrti film temeljil na igri Michaela Marca Tom na kmetiji (Tom à la ferme). Svetovno premiero je doživel 2. septembra 2013 v glavnem tekmovalnem delu 70. beneškega mednarodnega filmskega festivala in osvojil nagrado FIPRESCI.
Dolanov film Mommy si je delil nagrado žirije v glavnem tekmovalnem delu v Cannesu leta 2014 s filmom Zbogom jeziku (Adieu au langage) režiserja Jean-Luca Godarda. Predsednica žirije festivala je bila Jane Campion. Ob podelitvi nagrade je Dolan dejal: "Klavir (The Piano) [Campionov film] je tisti prvi film, ki me je naredil takšnega, kot sem ... V meni se je prebudila želja ustvarjati filme za lepe ženske z dušo, z voljo in z močjo. Že to, da stojim na istem prizorišču kot vi [Campion], je neverjetno."
Smrt in življenje Johna F. Donovana (The Death and Life of John F. Donovan) je prihajajoči ameriški film, ki ga režira Xavier Dolan. Film sledi Johnu F. Donovanu (Kit Harington), igralcu, čigar življenje in kariera se postavita na glavo, ko opravljiva kolumnistka (Jessica Chastain) razkrije njegovo zasebno korespondenco z 11-letnim oboževalcem. V filmu igrata tudi Susan Sarandon kot Donovanova mati ter Kathy Bates kot njegova menedžerka. To bo njegovo prvo delo v angleškem jeziku.
Znano je, da naj bi Dolan posnel film po igri Juste la fin du monde avtorja Jeana-Luca Lagarcea. V njem bodo nastopali Marion Cotillard, Léa Seydoux, Vincent Cassel, Nathalie Baye in Gaspard Ulliel. Snemanje se bo začelo maja 2015.
Izbran je bil za člana žirije glavnega tekmovalnega dela filmskega festivala v Cannesu 2015.
Dolan je režiral videospot za pesem Hello, prvega singla s prihajajočega albuma 25 britanske pevke Adele.

### Sinhronizacija
Od septembra 2009 Dolan posoja svoj glas Stanu v animirani seriji South Park. Svoj glas je posodil tudi pri dokumentarcu Lipsett Diaries.

## Vplivi na njegovo delo in stil
Dolan pravi, da njegovo delo "ni podvrženo vplivom drugih režiserjev". Leta 2009 je kot enega izmed svojih najljubših režiserjev imenoval Michaela Hanekeja. Njegova najljubša filma sta Hanekejeva Funny Games in The Piano Teacher.

## Zasebno življenje
Dolan je gej, njegov film Ubil sem svojo mamo je deloma avtobiografski.

## Filmografija

### Režiser
- 2009: I Killed My Mother
- 2010: Heartbeats
- 2012: Laurence Anyways
- 2013: Tom at the Farm
- 2014: Mommy
- 2016: The Death and Life of John F. Donovan
- TBA: Juste la fin du monde

### Igralec
- 1994: Miséricorde (Misery)
- 1997: Heads or Tails
- 2001: La forteresse suspendue (The Suspended Fortress)
- 2006: Miroirs d'Été
- 2008: Martyrs
- 2009: Suzie
- 2009: I Killed My Mother (J'ai tué ma mère)
- 2010: Heartbeats (Les Amours imaginaires)
- 2010: Good Neighbours
- 2013: Tom at the Farm (Tom à la ferme)
- 2014: Miraculum
- 2014: Elephant Song

### Sinhronizacija (v francoščini)
- 2000: My Dog Skip: Spit
- 2000: Pay it Forward: Trevor
- 2001: Harry Potter in kamen modrosti: Ron Weasley
- 2002: Harry Potter in dvorana skrivnosti: Ron Weasley
- 2003: Secondhand Lions: Walter
- 2003: Finding Nemo: Tad
- 2004: Harry Potter in jetnik iz Azkabana: Ron Weasley
- 2005: Harry Potter in ognjeni kelih: Ron Weasley
- 2005: Grossology: Ty
- 2006: Alpha Dog: Keith Stratten
- 2007: Harry Potter in Feniksov red: Ron Weasley
- 2007: Magi-Nation: Tony
- 2007: Whistler: Quinn McKaye
- 2008: High School Musical 3: Senior Year: Donnie Dion
- 2008: Somrak: Jacob Black
- 2009: Harry Potter in Princ mešane krvi: Ron Weasley
- 2009: The Twilight Saga: New Moon: Jacob Black
- 2009: South Park: Stan Marsh
- 2009: Planet 51: Skiff
- 2010: Kick-Ass: Dave Lizewski / Kick-Ass
- 2010: How To Train Your Dragon: Hiccup
- 2010: The Twilight Saga: Eclipse: Jacob Black
- 2010: Harry Potter and the Deathly Hallows: Part 1: Ron Weasley
- 2011: Harry Potter and the Deathly Hallows: Part 2: Ron Weasley
- 2011: My Week with Marilyn: Colin Clark
- 2011: Abduction: Nathan Harper
- 2011: The Twilight Saga: Breaking Dawn – Part 1: Jacob Black
- 2011: The Smurfs: Brainy Smurf
- 2012: John Carter: Edgar Rice Burroughs
- 2012: The Hunger Games: Peeta Mellark
- 2012: Life of Pi: Pi Patel
- 2012: Chernobyl Diaries: Chris